# 2022年の映画
2022年の映画（2022ねんのえいが）では、2022年（令和4年）の映画分野の出来事（動向）について記述する。
2021年の映画 - 2022年の映画 - 2023年の映画

## 映画界の概況
2年前の2020年には新型コロナウイルスのパンデミックが世界の映画制作に深刻な打撃を与え、長編映画の制作本数が41%減少し、世界の興行収入は72%も急落し、映画業界関係者はこの中断が映画館への観客動員に長期的な影響を及ぼすだけでなく映画制作にも長期的な影響が出るのではないかと懸念したが、幸いなことに2022年のデータでは、世界の映画産業が力強く回復していることが示された。
2020年の落ち込みから2021年は回復傾向に入り、2022年はさらに回復し、対前年比で21.8％成長（回復）した（いわゆるV字回復、をした）。
世界知的所有権機関（WIPO）がOmdiaとグローバル・イノベーション・インデックス（GII）との協力のもとに作成した映画データによれば、2022年には映画制作が引き続き増加（回復）し、前年比15％増（+1,152本）となり、合計で8,748本の映画が制作された。2021年の40％の急回復よりは緩やかではあるものの、2022年はパンデミック前の記録である2019年の約9,200本にわずか5％及ばない水準まで回復した。
2022年の、国別の長編映画の制作数（上位5カ国）は次のとおりである。
- インド - 2497作品[1]
- アメリカ合衆国 - 834作品[1]
- 日本 - 634作品[1]
- 中華人民共和国 - 485作品[1]
- スペイン - 322作品[1]

パンデミックによる映画館離れがあったにもかかわらず、2022年の長編映画の制作本数は史上2番目に多いレベルであり、2000年パンデミックの際の水準と比べて2倍以上となった。パンデミックで映画館離れが進んだにもかかわらず映画の制作がこれだけ活発に行われていることは、映画の配信（ビデオオンデマンド、VOD)が活性化していることを示している。

## 映画祭
映画祭の日程
| 日付               | 映画祭                 | 主催                                         | 場所                               | URL   |
| ------------------ | ---------------------- | -------------------------------------------- | ---------------------------------- | ----- |
| 1月20日 - 30日     | サンダンス映画祭       | Sundance Institute                           | アメリカ合衆国・ユタ州パークシティ | [ 2 ] |
| 1月26日 - 2月6日   | ロッテルダム国際映画祭 | International Film Festival Rotterdam (IFFR) | オランダ・ロッテルダム             |       |
| 2月11日 - 20日     | ベルリン国際映画祭     | ベルリン国際映画祭                           | ドイツ・ベルリン                   | [ 3 ] |
| 5月17日 - 28日     | カンヌ国際映画祭       | カンヌ国際映画祭                             | フランス・カンヌ                   | [ 4 ] |
| 8月31日 - 9月10日  | ヴェネツィア国際映画祭 | ヴェネツィア・ビエンナーレ                   | イタリア・ヴェニス                 | [ 5 ] |
| 9月8日 - 18日      | トロント国際映画祭     | トロント国際映画祭                           | トロント、カナダ                   | [ 6 ] |
| 10月24日 - 11月2日 | 東京国際映画祭         | 公益財団法人ユニジャパン                     | 東京                               |       |

## 周年
- 創立90周年
  - 東宝

## 出来事

### 世界
- 3月27日 - 第94回アカデミー賞[7]。
- 5月27日 - トップガンの続編『トップガン マーヴェリック』（監督：ジョセフ・コシンスキー）がアメリカや日本などで公開[8]。新型コロナウイルス流行の影響で2020年の公開予定（アメリカで当初6月26日先行[9]→のちに12月23日先行[10]）から延期され、さらに前年の公開予定（同じく7月2日先行[11]→のちに11月19日に日米同時公開）からも延期された[8]。
- 6月6日 - 上海国際映画祭組織委員会は、新型コロナウイルスの影響により同映画祭の年内の開催を見送り、来年に延期することを発表[12]。
- 8月22日 - ロンドンに本社を置き、10カ国790都市に約9500館を有し世界2位の規模を誇るシネワールドグループが、コロナの影響により業績が悪化していることを理由にアメリカで破産申請を検討していることがこの日判明。ただし破産申請後も営業は継続し約2万8千人の従業員も確保する見込み[13]。

### 日本
- 3月9日 - 同月25日公開予定だった映画『蜜月』の製作委員会はこの日の夜公式サイトにおいて、当該映画の監督を務めた人物がこの日一部メディアに出演女優への性加害報道があったことを受け公開を一旦中止することを発表し謝罪した。また当該人物もコメントの中で今回の公開中止について謝罪した[14]。
- 3月11日 - 第45回日本アカデミー賞の授賞式が東京都内で行われ、作品賞に『ドライブ・マイ・カー』（濱口竜介監督）、主演男優賞に西島秀俊、主演女優賞に有村架純がそれぞれ受賞した[15]。
- 4月26日 - 任天堂代表取締役フェローの宮本茂は社の公式Twitterにおいて、人気ゲーム『スーパーマリオシリーズ』を題材としたアニメ映画『ザ・スーパーマリオブラザーズ・ムービー』について、当初の予定より遅れて米国では2023年4月7日、日本では同年4月28日の公開予定になることを明らかにした[16]。
- 5月19日 - 映画の内容を10分程度にまとめた「ファスト映画」をYouTubeなどの動画投稿サイトに不正にアップロードしたとして、東宝や東映、日本テレビなど13社が既に有罪判決が確定している男女3人に対し、合わせて5億円の損害賠償を求める訴訟を東京地方裁判所に起こした[17][18]。その後同裁判所は11月17日、3人のうち2人に対して請求通りの金額を支払うよう命じた[19]。
- 5月26日 - 東宝はこの日開催された定時株主総会及び取締役会での承認を経て、現社長の島谷能成を代表権のある会長に、また新社長として常務執行役員を務めていた松岡宏泰を昇任させる人事を執行した。松岡は元プロテニス選手でタレント・スポーツキャスターの松岡修造の実兄であり、また1977年から1994年まで同社社長を務めた松岡功は実父である[20]。
- 7月4日 - 東映は、6月11日に公開されたアニメ映画『ドラゴンボール超 スーパーヒーロー』を映画館内で盗撮し、動画投稿サイトに違法にアップロードされているとして「著作権法に抵触する違法行為」として事件化を視野に入れていることを公表した。同社によると違法アップロードは公開10日間で約3000件に上るという[21]。
- 7月29日 - ミニシアターの先駆けとして知られる「岩波ホール」（東京都千代田区、1968年開館）が、新型コロナウイルス流行の影響による経営環境の悪化等を理由にこの日を以て閉館、54年の歴史に幕[22][23][24]。
- 8月10日 - 福岡県最古で、また北九州市で唯一残る個人経営の映画館「小倉昭和館」（小倉北区、1939年開館）がこの日の夜発生した旦過市場の火災により焼失した[25]。
- 11月27日 - 東京・神楽坂にある映画館「ギンレイホール」（1974年に「名画座」として開館）が入居する「銀鈴会館ビル」の老朽化に伴う建替工事のためこの日をもって一時休館。ただし別場所に移転して営業を再開する予定[26]。
- 12月4日 - 東映直営の映画館「渋谷TOEI」（渋谷区、1953年開館）がこの日の『鉄道員』（1999年作品）と『バトル・ロワイアル』（2000年作品）の上映をもって閉館、69年間の歴史に幕[27][28]。

## 各国の映画
en:Category:Lists of 2022 films by country（国別の、2022年公開の映画作品）
日本公開映画

## 全世界興行収入ランキング
| 順位 | 題名(邦題/原題)                                                                                 | 配給                                                          | 製作国         | 興行収入       |
| ---- | ----------------------------------------------------------------------------------------------- | ------------------------------------------------------------- | -------------- | -------------- |
| 1    | アバター:ウェイ・オブ・ウォーター Avatar: The Way of Water                                      | 20世紀スタジオ                                                | アメリカ合衆国 | 21億1710万ドル |
| 2    | トップガン マーヴェリック Top Gun: Maverick                                                     | パラマウント                                                  | アメリカ合衆国 | 14億8870万ドル |
| 3    | ジュラシック・ワールド/新たなる支配者 Jurassic World: Dominion                                  | ユニバーサル                                                  | アメリカ合衆国 | 10億200万ドル  |
| 4    | ドクター・ストレンジ/マルチバース・オブ・マッドネス Doctor Strange in the Multiverse of Madness | ディズニー                                                    | アメリカ合衆国 | 9億5580万ドル  |
| 5    | ミニオンズ フィーバー Minions: The Rise of Gru                                                  | ユニバーサル                                                  | アメリカ合衆国 | 9億3960万ドル  |
| 6    | ブラックパンサー/ワカンダ・フォーエバー Black Panther: Wakanda Forever                          | ディズニー                                                    | アメリカ合衆国 | 8億4190万ドル  |
| 7    | THE BATMAN-ザ・バットマン- The Batman                                                           | ワーナー                                                      | アメリカ合衆国 | 7億7090万ドル  |
| 8    | ソー:ラブ&サンダー Thor: Love and Thunder                                                       | ディズニー                                                    | アメリカ合衆国 | 7億6090万ドル  |
| 9    | 1950 水門橋決戦 长津湖之水门桥                                                                  | ボナ・フィルム・グループ/エンペラー・モーション・ピクチャーズ | 中国           | 6億2660万ドル  |
| 10   | ムーンマン 独行月球                                                                             | マフア・ファンエイジ                                          | 中国           | 4億6020万ドル  |

出典:“2022 Worldwide Box Office”. Box Office Mojo. 2022年1月31日閲覧。

## 各大陸、各国ランキング

### アメリカ合衆国興行収入ランキング
| 順位 | 題名(邦題/原題)                                                                                 | 配給           | 興行収入      |
| ---- | ----------------------------------------------------------------------------------------------- | -------------- | ------------- |
| 1    | トップガン マーヴェリック Top Gun: Maverick                                                     | パラマウント   | 7億1870万ドル |
| 2    | アバター:ウェイ・オブ・ウォーター Avatar: The Way of Water                                      | 20世紀スタジオ | 6億2080万ドル |
| 3    | ブラックパンサー/ワカンダ・フォーエバー Black Panther: Wakanda Forever                          | ディズニー     | 4億5300万ドル |
| 4    | ドクター・ストレンジ/マルチバース・オブ・マッドネス Doctor Strange in the Multiverse of Madness | ディズニー     | 4億1130万ドル |
| 5    | ジュラシック・ワールド/新たなる支配者 Jurassic World: Dominion                                  | ユニバーサル   | 3億7690万ドル |
| 6    | ミニオンズ フィーバー Minions: The Rise of Gru                                                  | ユニバーサル   | 3億6970万ドル |
| 7    | THE BATMAN-ザ・バットマン- The Batman                                                           | ワーナー       | 3億6930万ドル |
| 8    | ソー:ラブ&サンダー Thor: Love and Thunder                                                       | ディズニー     | 3億4330万ドル |
| 9    | ソニック・ザ・ムービー/ソニック VS ナックルズ Sonic the Hedgehog 2                              | パラマウント   | 1億9090万ドル |
| 10   | ブラックアダム Black Adam                                                                       | ワーナー       | 1億6820万ドル |

出典:“Domestic Box Office For 2022”. Box Office Mojo. 2022年1月31日閲覧。

### 日本興行収入ランキング
| 順位 | 題名                                             | 配給                                         | 製作国                   | 興行収入  |
| ---- | ------------------------------------------------ | -------------------------------------------- | ------------------------ | --------- |
| 1    | ONE PIECE FILM RED                               | 東映                                         | 日本                     | 197.0億円 |
| 2    | すずめの戸締まり                                 | 東宝                                         | 日本                     | 143.0億円 |
| 3    | 劇場版 呪術廻戦 0                                | 東宝                                         | 日本                     | 138.0億円 |
| 4    | トップガン マーヴェリック                        | 東和ピクチャーズ                             | アメリカ合衆国           | 135.7億円 |
| 5    | 名探偵コナン ハロウィンの花嫁                    | 東宝                                         | 日本                     | 097.8億円 |
| 6    | ジュラシック・ワールド/新たなる支配者            | 東宝東和                                     | アメリカ合衆国           | 063.2億円 |
| 7    | キングダム2 遥かなる大地へ                       | 東宝/ソニー・ピクチャーズ エンタテインメント | 日本                     | 051.6億円 |
| 8    | ファンタスティック・ビーストとダンブルドアの秘密 | ワーナー ブラザース ジャパン                 | イギリス/ アメリカ合衆国 | 046.0億円 |
| 9    | シン・ウルトラマン                               | 東宝                                         | 日本                     | 044.4億円 |
| 9    | ミニオンズ フィーバー                            | 東宝東和                                     | アメリカ合衆国           | 044.4億円 |

出典:2022年興行収入10億円以上番組 (PDF)  - 日本映画製作者連盟

## 日本の映画興行
- 入場者数 1億5200万人[29]
- 興行収入 2131億1100万円[29]

| 配給会社 | 本数 | 年間興行収入  | 前年対比 | 備考 |
| -------- | ---- | ------------- | -------- | --- |
| 松竹     | 34   | 168億0006万円 | 111.8%   | 突出したヒットは松本潤主演ドラマの映画化『99.9-刑事専門弁護士-THE MOVIE』が興収30億を突破した程度だが、興収10億を超えるアニメ映画が多かったことで前年を超える成績となった。興行的には目立たなかったが『ある男』は高く評価され、第46回日本アカデミー賞において最優秀作品賞を含む8つの最優秀賞を受賞した。東映と共同配給を行った『大怪獣のあとしまつ』は興行でも批評でも散々な結果に終わった。 |
| 東宝     | 32   | 628億3384万円 | 94.3%    | コロナ禍などなかったかのように11年連続の600億円突破となった。アニメ映画のメガヒットが相次ぎ、アニメのシェアが興収全体の53%を占めた。『劇場版 呪術廻戦 ０』と『すずめの戸締まり』が100億を突破し、『名探偵コナン ハロウィンの花嫁』も97億8000万円と100億に迫る成績を残した。10億円超えは12本となったが、10～15億の作品が1本もなく、ヒットの一極集中化が進んでいる傾向がある。 |
| 東映     | 22   | 325億6366万円 | 380.0%   | 23年2月に急逝した手塚治社長は2022年の東映ラインナップ発表会で創業以来最高の興行収入を目指すと宣言しており、見事それを実現することに成功した。その偉業を牽引したのは『ONE PIECE FILM RED』の興収197億という記録であり、東映配給作品がその年の興行収入1位を取ったのは1990年の『天と地と』以来32年ぶりのことであった。しかし、会社全体の興行収入で比較すれば東宝の半分程度に過ぎず、他の作品を見ても12月公開の『THE FIRST SLAM DUNK』を除けば『ドラゴンボール超 スーパーヒーロー』が25億円のヒットとなった他には10億円超えの作品が1本も出なかった。 |
| KADOKAWA | 19   | 22億3304万円  | 101.8%   | 年間興行収入は前年と比較してほぼ横這いであり、これといった話題作もなかった。同社を代表するシリーズ作品『貞子DX』も3億円程度の成績であった。東京五輪の贈賄容疑で角川歴彦会長らが逮捕されたことにより、映画事業の先行きも懸念されたが、夏野剛社長は拡大する方針とのこと。 |

出典:「2022年映画業界総決算」『キネマ旬報』2023年（令和5年）3月下旬特別号、キネマ旬報社、2023年、22 - 49頁。

## 死去
| 日付 | 日付                         | 名前                           | 出身国                   | 年齢     | 職業 |
| 1月  | 2日                          | 斉藤京子                       | 日本の旗                 | 85       | 民謡歌手、『マタギ』（1982年、青銅プロダクション）に出演した経歴あり |
| 1月  | 5日                          | キム・ミス                     | 大韓民国の旗             | 29       | 女優 |
| 1月  | 6日                          | ピーター・ボグダノヴィッチ     | アメリカ合衆国の旗       | 82       | 映画監督 |
| 1月  | 6日                          | シドニー・ポワチエ             | アメリカ合衆国の旗       | 94       | 俳優 |
| 1月  | 8日                          | 永沢まこと                     | 日本の旗                 | 85       | アニメーター、イラストレーター。東映動画在籍時代に『白蛇伝』（1958年）などの作品に関わる                                                                                          |
| 1月  | 9日                          | ボブ・サゲット                 | アメリカ合衆国の旗       | 65       | 俳優 |
| 1月  | 9日                          | 井上昭                         | 日本の旗                 | 93       | 映画監督 |
| 1月  | 10日                         | 水島新司                       | 日本の旗                 | 82       | 漫画家、自身の漫画作品『野球狂の詩』が1977年に日活で映画化 |
| 1月  | 13日                         | ジャン＝ジャック・ベネックス   | フランスの旗             | 75       | 映画監督 |
| 1月  | 14日                         | 宮内鎮雄                       | 日本の旗                 | 76       | フリーアナウンサー、映画コメンテーター（映画マスコミでコラム執筆の活動歴を持つ）                                                                                                  |
| 1月  | 17日                         | イヴェット・ミミュー           | アメリカ合衆国の旗       | 80       | 女優 |
| 1月  | 19日                         | ギャスパー・ウリエル           | フランスの旗             | 37       | 俳優 |
| 1月  | 19日                         | ハーディ・クリューガー         | ドイツの旗               | 93       | 俳優 |
| 1月  | 20日                         | ミートローフ                   | アメリカ合衆国の旗       | 74       | 歌手、俳優 |
| 1月  | 20日                         | 恩地日出夫                     | 日本の旗                 | 88       | 映画監督、演出家 |
| 1月  | 21日                         | メイス・ニューフェルド         | アメリカ合衆国の旗       | 93       | 映画プロデューサー |
| 1月  | 23日                         | 平松慎吾                       | 日本の旗                 | 87       | 俳優 |
| 1月  | 29日                         | ハワード・ヘスマン             | アメリカ合衆国の旗       | 81       | 俳優 |
| 2月  | 1日                          | 石原慎太郎                     | 日本の旗                 | 89       | 小説家、政治家、脚本家、映画監督 |
| 2月  | 2日                          | モニカ・ヴィッティ             | イタリアの旗             | 90       | 女優 |
| 2月  | 5日                          | 西村賢太                       | 日本の旗                 | 54       | 小説家。東映映画『苦役列車』（2012年）原作者 |
| 2月  | 6日                          | 新田早規                       | 日本の旗                 | 31       | 声優、ナレーター |
| 2月  | 7日                          | ダグラス・トランブル           | アメリカ合衆国の旗       | 79       | 映画監督、映画視覚効果技師 |
| 2月  | 8日                          | 上田敏也                       | 日本の旗                 | 88       | 声優 |
| 2月  | 9日                          | 東海林隆                       | 日本の旗                 | 88       | 博報堂DYホールディングス相談役、映画プロデューサー |
| 2月  | 12日                         | アイヴァン・ライトマン         | [ 注 2 ]                 | 75       | 映画監督 |
| 2月  | 15日                         | ディープ・シドゥ               | インドの旗               | 37       | モデル、俳優、農民運動活動家 |
| 2月  | 17日                         | 松鶴家千とせ                   | 日本の旗                 | 84       | 漫談家、歌手、俳優 |
| 2月  | 17日                         | ファウスト・チリアーノ         | イタリアの旗             | 85       | 歌手、俳優 |
| 2月  | 19日                         | 佐藤孝                         | 日本の旗                 | 82       | 博報堂DYメディアパートナーズ初代社長、映画プロデューサー |
| 2月  | 20日                         | 西郷輝彦                       | 日本の旗                 | 75       | 歌手、俳優 |
| 2月  | 24日                         | サリー・ケラーマン             | アメリカ合衆国の旗       | 84       | 女優、歌手 |
| 2月  | 25日                         | ローレル・グッドウィン         | アメリカ合衆国の旗       | 79       | 女優 |
| 2月  | 26日                         | 川津祐介                       | 日本の旗                 | 86       | 俳優、司会者。映画監督の川頭義郎（1972年没）の実弟、元女優の川津愛の実父 |
| 3月  | 1日                          | 安丸信行                       | 日本の旗                 | 87       | 彫刻家、東宝映像美術主任。 |
| 3月  | 3日                          | 西村京太郎                     | 日本の旗                 | 91       | 推理小説家。2004年の映画「恋人はスナイパー」の原作者 |
| 3月  | 4日                          | ミッチェル・ライアン           | アメリカ合衆国の旗       | 88       | 俳優 |
| 3月  | 5日                          | 志垣太郎                       | 日本の旗                 | 70       | 俳優、タレント |
| 3月  | 8日                          | ロン・ペンバー                 | イングランドの旗         | 87       | 俳優 |
| 3月  | 13日                         | ウィリアム・ハート             | アメリカ合衆国の旗       | 71       | 俳優 |
| 3月  | 14日                         | 宝田明                         | 日本の旗                 | 87       | 俳優、タレント、司会者 |
| 3月  | 17日                         | 佐藤忠男                       | 日本の旗                 | 91       | 映画評論家、日本映画大学名誉学長 |
| 3月  | 18日                         | ペッパー・マーチン             | カナダの旗               | 85       | 俳優、元プロレスラー |
| 3月  | 21日                         | 青山真治                       | 日本の旗                 | 58       | 映画監督、脚本家 |
| 3月  | 24日                         | 松田寛夫                       | 日本の旗                 | 88       | 脚本家 |
| 3月  | 24日                         | 柳澤愼一                       | 日本の旗                 | 89       | 歌手、俳優、声優 |
| 3月  | 27日                         | 村石宏實                       | 日本の旗                 | 75       | 映画監督 |
| 3月  | 31日                         | 山本圭                         | 日本の旗                 | 81       | 俳優 |
| 4月  | 2日                          | エステル・ハリス               | アメリカ合衆国の旗       | 94       | 俳優 |
| 4月  | 2日                          | マンタス・クヴェダラヴィチュス | リトアニアの旗           | 69       | 映画監督、ドキュメンタリー映像作家 |
| 4月  | 5日                          | ジミー・ウォング               | チャイニーズタイペイの旗 | 79       | 俳優、映画監督、映画プロデューサー |
| 4月  | 5日                          | ボビー・ライデル               | アメリカ合衆国の旗       | 79       | ロック歌手。1963年にアメリカ映画『バイ・バイ・バーディー』出演経歴あり |
| 4月  | 7日                          | 藤子不二雄Ⓐ                    | 日本の旗                 | 88       | 漫画家。『NIN×NIN 忍者ハットリくん THE MOVIE』（2004年）、『映画 怪物くん』（2011年）原作者。 『少年時代』（1990年）では原作・企画・製作を務めた                                  |
| 4月  | 8日                          | 松島みのり                     | 日本の旗                 | 81       | 声優、女優 |
| 4月  | 9日                          | ジャック・ヒギンズ             | イングランドの旗         | 92       | 小説家。1976年の米英合作映画『鷲は舞いおりた』原作者 |
| 4月  | 12日                         | ギルバート・ゴットフリード     | アメリカ合衆国の旗       | 67       | コメディー俳優 |
| 4月  | 13日                         | ミシェル・ブーケ               | フランスの旗             | 96       | 俳優 |
| 4月  | 16日                         | 柳生博                         | 日本の旗                 | 85       | 俳優、司会者、自然環境保護活動家 |
| 4月  | 16日                         | 村生ミオ                       | 日本の旗                 | 69       | 漫画家。1982年の東映映画『胸さわぎの放課後』原作者 |
| 4月  | 18日                         | 佐々木史朗                     | 日本の旗                 | 83       | 映画プロデューサー |
| 4月  | 21日                         | ジャック・ペラン               | フランスの旗             | 80       | 俳優、映画監督、映画プロデューサー |
| 4月  | 21日                         | 桑原幸子                       | 日本の旗                 | 74       | 実業家、元女優。作家・西木正明の実妻 |
| 4月  | 29日                         | 小坂忠                         | 日本の旗                 | 73       | ミュージシャン 1982年松竹映画『裸の大将放浪記 山下清物語』主題歌「水たまりの詩」を歌唱                                                                                            |
| 5月  | 3日                          | 渡辺裕之                       | 日本の旗                 | 66       | 俳優。女優・原日出子の実夫 |
| 5月  | 6日                          | 大日方俊子                     | 日本の旗                 | 90       | 音楽プロデューサー・作詩家・音楽評論家 映画音楽評論家としても活動しており、関連の著作を出版した経歴を持つ                                                                         |
| 5月  | 7日                          | 姜受延                         | 大韓民国の旗             | 55       | 女優 |
| 5月  | 7日                          | ジャック・ケーラー             | アメリカ合衆国の旗       | 75       | 俳優 |
| 5月  | 8日                          | デニス・ウォーターマン         | イギリスの旗             | 74       | 俳優 |
| 5月  | 10日                         | 早乙女勝元                     | 日本の旗                 | 90       | 小説家、児童文学者。1962年の松竹映画『下町の太陽』（監督：山田洋次、主演：倍賞千恵子）原案・構成者。 また1958年の東宝映画『二人だけの橋』（監督：丸山誠治、主演：水野久美）原作者 |
| 5月  | 11日                         | 上島竜兵                       | 日本の旗                 | 61       | お笑いタレント。 2017年の日活映画『We Love Television?』（監督：土屋敏男、主演：萩本欽一）などに出演した経歴あり                                                                  |
| 5月  | 17日                         | ヴァンゲリス                   | ギリシャの旗             | 79       | シンセサイザー奏者・作曲家。 『炎のランナー』（1981年）、『ブレードランナー』（1982年）、『南極物語』（1983年）などの映画音楽を手掛ける                                           |
| 5月  | 22日                         | 石井隆                         | 日本の旗                 | 75       | 劇画家、脚本家、映画監督 |
| 5月  | 26日                         | レイ・リオッタ                 | アメリカ合衆国の旗       | 67       | 俳優 |
| 5月  | 26日                         | イ・オル                       | 大韓民国の旗             | 58       | 俳優 |
| 6月  | 3日                          | 北原義郎                       | 日本の旗                 | 93       | 俳優 |
| 6月  | 5日                          | 沢本忠雄                       | 日本の旗                 | 86       | 俳優、イベント企画プロデューサー |
| 6月  | 7日                          | ライボ・トラス                 | エストニアの旗           | 76       | 俳優、演出家 |
| 6月  | 11日                         | 河村光庸                       | 日本の旗                 | 72       | 映画プロデューサー |
| 6月  | 11日                         | 滝沢久美子                     | 日本の旗                 | 69       | 声優 |
| 6月  | 11日                         | 松平直樹                       | 日本の旗                 | 88       | 歌手。ハワイアン音楽グループ「和田弘とマヒナスターズ」のメンバーとして1959年の日活映画『泣かないで』と 『夜霧の空港』に出演し、同作の主題歌を歌唱した経歴を持つ                   |
| 6月  | 12日                         | フィリップ・ベイカー・ホール   | アメリカ合衆国の旗       | 90       | 俳優 |
| 6月  | 15日                         | 竹内照夫                       | 日本の旗                 | 75       | 俳優、「善太と三平」（1955年、東洋映画） |
| 6月  | 17日                         | ジャン＝ルイ・トランティニャン | フランスの旗             | 91       | 俳優 |
| 6月  | 18日                         | 岩内克己                       | [ 注 4 ]                 | 96       | 映画監督 |
| 6月  | 23日                         | 渡辺宙明                       | 日本の旗                 | 96       | 作曲家。『毒婦高橋お伝』（1958年、新東宝）など劇映画の音楽を担当。同じく作曲家の渡辺俊幸の実父                                                                                    |
| 6月  | 27日                         | 葛城ユキ                       | 日本の旗                 | 73       | 歌手。『必殺! 主水死す』（1996年、松竹）主題歌「哀しみは花びらにのせて」を歌唱 |
| 6月  | 27日                         | 中野昭慶                       | 日本の旗                 | 86       | 特技監督 |
| 6月  | 27日                         | あいはらひろゆき               | 日本の旗                 | 60       | 絵本作家。アニメーション映画『くまのがっこう』原作者 |
| 6月  | 27日                         | ジョー・ターケル               | アメリカ合衆国の旗       | 94       | 俳優 |
| 6月  | 28日                         | 宮谷一彦                       | 日本の旗                 | 76       | 漫画家・劇画家・イラストレーター。『人魚伝説』（1984年、ディレクターズ・カンパニー第1回作品）原作者                                                                               |
| 6月  | 28日                         | 佐野浅夫                       | 日本の旗                 | 96       | 俳優、童話作家、実業家 |
| 7月  | 2日                          | 野村昭子                       | 日本の旗                 | 95       | 女優。演出家・増見利清（2001年没）の実妻 |
| 7月  | 2日                          | ピーター・ブルック             | イギリスの旗             | 97       | 演出家、映画監督 |
| 7月  | 3日                          | 倪匡                           | 香港の旗                 | 87       | 小説家、脚本家 |
| 7月  | 4日                          | 嵐ヨシユキ                     | 日本の旗                 | 67       | ミュージシャン。『白蛇抄』（1984年、東映）などに出演歴あり |
| 7月  | 4日                          | 山本コウタロー                 | 日本の旗                 | 73       | シンガーソングライター。『赤ちょうちん』（1974年、日活）などに出演歴あり |
| 7月  | 6日                          | ジェームズ・カーン             | 日本の旗                 | 76       | 俳優 |
| 7月  | 6日                          | 三木のり一                     | 日本の旗                 | 71       | 喜劇役者、タレント。『彼のオートバイ、彼女の島』（1986年、東宝 / 角川映画）などに出演した経歴を持つ                                                                               |
| 7月  | 6日                          | 高橋和希                       | 日本の旗                 | 60       | 漫画家。自作の『遊☆戯☆王』シリーズが劇場アニメ映画として製作・公開された経歴を持つ                                                                                                |
| 7月  | 8日                          | ラリー・ストーチ               | アメリカ合衆国の旗       | 99       | 俳優、声優、コメディアン |
| 7月  | 9日                          | L・Q・ジョーンズ               | アメリカ合衆国の旗       | 94       | 俳優 |
| 7月  | 11日                         | モンティ・ノーマン             | イギリスの旗             | 94       | 作曲家。米国スパイ映画『007シリーズ』の「ジェームズ・ボンドのテーマ」などを手掛ける                                                                                               |
| 7月  | 11日                         | 中丸シオン                     | 日本の旗                 | 38       | 女優、漫才師。俳優・中丸新将の実娘。『インターミッション』（2013年）で父子共演を果たす                                                                                            |
| 7月  | 13日                         | シャルロット・ヴァランドレイ   | フランスの旗             | 53       | 女優、作家 |
| 7月  | 18日                         | 西東清明                       | 日本の旗                 | 81       | 映画編集技師 |
| 7月  | 20日                         | 松岡文雄                       | 日本の旗                 | 89       | 舞台俳優、声優 |
| 7月  | 21日                         | ションカ・デュクレ             | アメリカ合衆国の旗       | 44       | 女優、ゴスペルシンガー |
| 7月  | 21日                         | 福田雄也                       | 日本の旗                 | 32       | 俳優 |
| 7月  | 23日                         | ボブ・ラフェルソン             | アメリカ合衆国の旗       | 89       | 映画監督 |
| 7月  | 24日                         | デビッド・ワーナー             | イギリスの旗             | 80       | 俳優 |
| 7月  | 25日                         | 島田陽子                       | 日本の旗                 | 69       | 女優 |
| 7月  | 25日                         | ポール・ソルヴィノ             | アメリカ合衆国の旗       | 83       | 俳優 |
| 7月  | 26日                         | 石濱朗                         | 日本の旗                 | 87       | 俳優。女優・石濱美希の実父 |
| 7月  | 30日                         | ニシェル・ニコルズ             | アメリカ合衆国の旗       | 89       | 女優 |
| 7月  | 30日                         | 小林清志                       | 日本の旗                 | 89       | 俳優、声優、ナレーター |
| 7月  | 31日                         | 飯村隆彦                       | 日本の旗                 | 85       | 映像作家、ドキュメンタリー映画監督 |
| 8月  | 1日                          | 市田ひろみ                     | 日本の旗                 | 90       | 女優、服飾評論家、随筆家 |
| 8月  | 1日                          | 大竹宏                         | 日本の旗                 | 90       | 俳優、声優、ナレーター |
| 8月  | 6日                          | 青木新門                       | 日本の旗                 | 85       | 作家。2008年の映画『おくりびと』の元となった『納棺夫日記』作者 |
| 8月  | 7日                          | ロジャー・E・モーズリー        | アメリカ合衆国の旗       | 83       | 俳優 |
| 8月  | 8日                          | オリビア・ニュートン＝ジョン   | イギリスの旗             | 73       | 女優、歌手。『耳をすませば』（1995年、東宝）のオープニングテーマ「カントリー・ロード」を歌唱                                                                                      |
| 8月  | 9日                          | レイモンド・ブリッグズ         | イギリスの旗             | 88       | イラストレーター・絵本作家。1982年のアニメーション映画『風が吹くとき』原作者 |
| 8月  | 9日                          | 島村晶子                       | 日本の旗                 | 89       | 女優 |
| 8月  | 9日                          | イヴァン・ジン・ラベール       | アメリカ合衆国の旗       | 89       | 総合格闘家、プロレスリング選手、プロレスリングプロモーター、スタントマン、俳優 |
| 8月  | 9日                          | ニコラス・エヴァンズ           | イギリスの旗             | 72       | 作家。1998年の映画『モンタナの風に抱かれて』原作者 |
| 8月  | 10日                         | ヴェサ＝マッティ・ロイリ       | フィンランドの旗         | 77       | 俳優、ミュージシャン、コメディアン |
| 8月  | 11日                         | 森英恵                         | 日本の旗                 | 96       | ファッションデザイナー。 1950年代より『太陽の季節』、『狂った果実』（いずれも日活）などの数多くの映画作品の衣装を手掛けた                                                         |
| 8月  | 12日                         | アン・ヘッシュ                 | アメリカ合衆国の旗       | 53       | 女優 |
| 8月  | ウォルフガング・ペーターゼン | ドイツの旗                     | 81                       | 映画監督 | |
| 8月  | 17日                         | 清川元夢                       | 日本の旗                 | 87       | 俳優、声優 |
| 8月  | 20日                         | 小林政広                       | 日本の旗                 | 68       | 映画監督、脚本家。元フォーク歌手 |
| 8月  | 22日                         | 久野綾希子                     | 日本の旗                 | 71       | 女優 |
| 8月  | 23日                         | 古谷一行                       | 日本の旗                 | 78       | 俳優 |
| 8月  | 25日                         | 小林七郎                       | 日本の旗                 | 89       | アニメ美術監督 |
| 8月  | 27日                         | 二代目三遊亭金翁               | 日本の旗                 | 93       | 落語家、タレント。『喜劇 駅前競馬』（1966年、東宝）などに出演経歴あり |
| 8月  | 27日                         | ロバート・ルポーン             | アメリカ合衆国の旗       | 76       | 俳優 |
| 8月  | 28日                         | 森川時久                       | 日本の旗                 | 93       | 演出家、映画監督 |
| 8月  | 29日                         | 植田泰治                       | 日本の旗                 | 86       | 元東映テレビドラマ・映画プロデューサー |
| 8月  | 29日                         | チャールビ・ディーン           | 南アフリカ共和国の旗     | 32       | 女優 |
| 8月  | 30日                         | 三條町子                       | 日本の旗                 | 97       | 歌手。1951年の大映映画『東京悲歌』の同名主題歌を歌唱 |
| 9月  | 1日                          | 結城良熙                       | 日本の旗                 | 83       | 映画プロデューサー |
| 9月  | 6日                          | ジュスト・ジャカン             | フランスの旗             | 82       | 映画監督、写真家 |
| 9月  | 8日                          | 鈴木志郎康                     | 日本の旗                 | 87       | 映像作家（元NHKカメラマン）・詩人。日本の日記映画の草分け的存在 |
| 9月  | 10日                         | 高見のっぽ                     | 日本の旗                 | 88       | タレント、放送作家 東宝映画『タンポポ』（1985年）などに俳優として出演経歴あり |
| 9月  | 11日                         | アラン・タネール               | スイスの旗               | 92       | 映画監督 |
| 9月  | 12日                         | 水野龍司                       | 日本の旗                 | 70       | 俳優、声優 |
| 9月  | 13日                         | ジャン＝リュック・ゴダール     | フランスの旗             | 91       | 映画監督 |
| 9月  | 14日                         | イレーネ・パパス               | ギリシャの旗             | 93       | 女優 |
| 9月  | 16日                         | 梶田冬磨                       | 日本の旗                 | 22       | 俳優 |
| 9月  | 21日                         | 澤田幸弘                       | 日本の旗                 | 89       | 映画監督 |
| 9月  | 23日                         | ルイーズ・フレッチャー         | アメリカ合衆国の旗       | 88       | 女優 |
| 9月  | 27日                         | 江原真二郎                     | 日本の旗                 | 85       | 俳優、タレント |
| 9月  | 30日                         | 六代目三遊亭円楽               | 日本の旗                 | 72       | 落語家。 『の・ようなもの』（日本ヘラルド映画、1981年）に出演した経歴を持つ |
| 10月 | 1日                          | アントニオ猪木                 | 日本の旗                 | 79       | プロレスリング選手、政治家。『ACACIA』（2010年、ビターズ・エンド）に主演した経歴を持つ                                                                                            |
| 10月 | 2日                          | サチーン・リトルフェザー       | アメリカ合衆国の旗       | 75       | 女優、先住民権利活動家 |
| 10月 | 5日                          | 近石真介                       | 日本の旗                 | 91       | 俳優、声優 |
| 10月 | 7日                          | 一柳慧                         | 日本の旗                 | 89       | 作曲家。『おとし穴』（1962年、ATG）、『水で書かれた物語』（1965年、日活）などの劇伴音楽を担当                                                                                     |
| 10月 | 7日                          | 倉内均                         | 日本の旗                 | 73       | テレビプロデューサー・映画監督 |
| 10月 | 8日                          | 松原千明                       | 日本の旗                 | 64       | 女優 |
| 10月 | 11日                         | アンジェラ・ランズベリー       | イギリスの旗             | 96       | 女優 |
| 10月 | 11日                         | 山本豊三                       | 日本の旗                 | 82       | 俳優 |
| 10月 | 14日                         | ロビー・コルトレーン           | スコットランドの旗       | 72       | 俳優 |
| 10月 | 16日                         | 片桐夕子                       | 日本の旗                 | 70       | 俳優 |
| 10月 | 17日                         | 柴英三郎                       | 日本の旗                 | 95       | 脚本家 |
| 10月 | 19日                         | 仲本工事                       | 日本の旗                 | 81       | ミュージシャン、タレント。 東宝映画『ドリフターズですよ!前進前進また前進』（1967年）などのザ・ドリフターズ映画シリーズに出演                                                      |
| 10月 | 24日                         | レスリー・ジョーダン           | アメリカ合衆国の旗       | 67       | コメディー俳優 |
| 10月 | 26日                         | 土井共成                       | 日本の旗                 | 92       | 読売テレビ顧問、映画プロデューサー |
| 10月 | 27日                         | 金宇満司                       | 日本の旗                 | 89       | 撮影監督 |
| 11月 | 4日                          | 松本一起                       | 日本の旗                 | 73       | 作詞家 |
| 11月 | 5日                          | YOSHI                          | 日本の旗                 | 19       | 歌手、俳優 |
| 11月 | 7日                          | レスリー・フィリップス         | イギリスの旗             | 98       | 俳優、声優 |
| 11月 | 11日                         | 白木みのる                     | 日本の旗                 | 85 - 86  | 喜劇役者、タレント |
| 11月 | 12日                         | 大森一樹                       | 日本の旗                 | 70       | 映画監督、脚本家 |
| 11月 | 14日                         | 梁田清之                       | 日本の旗                 | 57       | 声優 |
| 11月 | 19 - 20日                    | ジャン＝マリー・ストローブ     | フランスの旗             | 89       | 映画監督 |
| 11月 | 20日                         | 森山司                         | 日本の旗                 | 82       | 俳優 |
| 11月 | 25日                         | アイリーン・キャラ             | アメリカ合衆国の旗       | 63       | 歌手、女優 |
| 11月 | 27日                         | 崔洋一                         | 日本の旗                 | 73       | 映画監督、元日本映画監督協会理事長 |
| 11月 | 28日                         | フランク・バレロンガ           | アメリカ合衆国の旗       | 60       | 俳優 |
| 11月 | 28日                         | 渡辺徹                         | 日本の旗                 | 61       | 俳優 |
| 12月 | 1日                          | ミレーヌ・ドモンジョ           | フランスの旗             | 87       | 女優 |
| 12月 | 2日                          | 西村嘉郎                       | 日本の旗                 | 85       | プロデューサー、実業家（朝日放送元社長）。 2008年東映映画『まぼろしの邪馬台国』製作に関わる                                                                                       |
| 12月 | 6日                          | 水木一郎                       | 日本の旗                 | 74       | 歌手。『劇場版 マジンガーZ ／ INFINITY』（2018年）の主題歌を歌唱 |
| 12月 | 8日                          | 吉田喜重                       | 日本の旗                 | 89       | 映画監督、脚本家 |
| 12月 | 10日                         | 佐藤蛾次郎                     | 日本の旗                 | 78       | 俳優 |
| 12月 | 11日                         | 藤山陽子                       | 日本の旗                 | 80       | 元女優。東宝専属として『大学の若大将』（1961年）や『赤ひげ』（1965年）などの作品に出演。                                                                                          |
| 12月 | 14日                         | 御厨さと美                     | 日本の旗                 | 74       | 男性漫画家。アニメ映画『ギャラガ』（1989年、アスミック）の原作を手掛けた |
| 12月 | 15日                         | あき竹城                       | 日本の旗                 | 75       | 女優・タレント |
| 12月 | 18日                         | 鈴木陽斗実                     | 日本の旗                 | 26       | 声優・タレント |
| 12月 | 21日                         | 高見知佳                       | 日本の旗                 | 60       | 歌手・司会者・タレント。『蒲田行進曲』（1982年、松竹）に出演 |
| 12月 | 26日                         | 絵沢萠子                       | 日本の旗                 | 87       | 女優。俳優・楠年明の実妻 |
| 12月 | 29日                         | エドゥアルド・アルテミエフ     | ロシアの旗               | 85       | 作曲家。『惑星ソラリス』（1972年）、『愛の奴隷』（1976年）などの映画音楽を手掛ける                                                                                                |